# MediaCoder
MediaCoder es un transcodificador de audio y video y compatible con el sistema operativo Windows. Es desarrollado desde 2005 por Stanley Huang, un desarrollador independiente. Puede convertir una gran variedad de formatos de vídeo y audio mediante códecs y herramientas de código abierto, así como de código propietario. Entre sus usos se pueden citar: compresión, conversión de formatos, extracción de audio de archivos de video, streaming y procesamiento de video mediante GPU. Innumerables formatos son soportados, entre los que se encuentran MP3, Vorbis, AAC, Windows Media Audio, RealAudio, WAV, H.264, Xvid, DivX 4/5, MPEG-2, AVI, CD y DVD. Aunque es gratuito, incluye publicidad recomendatoria de OpenCandy en el software de instalación, después de examinar los programas instalados en el ordenador. En 2009 MediaCoder empezó a ser un producto de Broad Intelligence Technologies.

## Características
MediaCoder es un programa de interfaz gráfica que funciona mediante un conjunto de líneas de comando y librerías dinámicas (incluidos códecs de audio/video y multiplexores). Mantiene un árbol de parámetros unificados, los cuales pueden ser alterados automáticamente mediante la interfaz gráfica. Además de sus funciones de compresión, conversión de formatos y extracción de audio, cuenta con la función integrada de ser utilizado como servidor para streaming (transmisión), pudiendo enviar tanto archivos de audio como de video, mediante protocolos HTTP, teniendo además una adición para esta función, el on-the-fly transcoding (transcodificación sobre la marcha), mediante la cual se puede convertir y/o comprimir el contenido enviado. Otra característica destacada del programa es el procesamiento de video mediante GPU, en la cual se hace uso de los procesadores gráficos para disminuir la carga sobre el CPU, logrando convertir archivos más rápidamente y utilizando menos recursos. Esta última función está disponible a partir de la versión 0.7.1 y se realiza mediante CUDA, de la empresa Nvidia, siendo compatible únicamente con los ordenadores que poseen una tarjeta gráfica GeForce (series 8XXX en adelante), Quadro y la línea Tesla, todas de Nvidia.

## Formatos soportados
MediaCoder es compatible con numerosos contenedores y sus respectivos formatos, tanto de audio como de vídeo. Para algunos de ellos sólo soporta la decodificación, no pudiendo guardar en ellos.

### Contenedores
- AVI, MPEG, VOB, Matroska, MP4, RealMedia (sólo como contenedor de entrada), ASF, WMV, QuickTime (sólo como contenedor de entrada), OGM (sólo como contenedor de entrada).
- Además de estos formatos, acepta CD Audio, DVD Video o VCD.

### Formatos
- Audio
  - Lossy audio códecs (compresión con pérdida): MP3, Vorbis, AAC, AAC+, AAC+v2, MusePack, WMA, RealAudio, Speex.
  - Lossless Audio Códecs (compresión sin pérdida): FLAC, WavPack, Monkey's Audio, OptimFrog, AAC, WMA, WAV, PCM.
- Vídeo
  - H.264, XviD, DivX, MPEG, MPEG-2, MPEG-4, H.263, FLV, 3ivX (sólo como formato de entrada), RealVideo (sólo como formato de entrada), WMV.

## Coders
MediaCoder trabaja con varios decoders de fondo, como FFmpeg, los códecs del MPlayer o incluso los plugins de entrada de Winamp. Para convertir los vídeos usa varias aplicaciones de línea de comandos, específicas para cada formato, como por ejemplo las VorbisTools o LAME.

## Licencia
Se trata de un programa gratuito, y estuvo alojado en sourceforge.net, pero actualmente su código fuente no está publicado. Utiliza numerosas librerías de programas de código abierto (open source).